# Saadi Youssef
Saadi Youssef (født 1934 nær Basra, Irak, død 13. juni 2021 i London) var en irakisk forfatter, digter, journalist, udgiver og politisk aktivist. Han udgav tredive bind med poesi og syv bøger med prosa. Han forlod Irak i 1979, og har boede i mange lande, deriblandt Algeriet, Libanon, Frankrig, Grækenland, Cypern og Jugoslavien. Youssef boede den sidste del af sit liv i London.